# صليب الشرف في الحرب العالمية الأولي 1914/1918
صليب الشرف في الحرب العالمية الأولي 1914/1918 ((بالألمانية: Das Ehrenkreuz des Weltkriegs 1914/1918)‏ بشكل عام، ولكن بشكل غير صحيح، تعرف بأسم صليب هيندنبورغ أسسها المشير باول فون هيندنبورغ، رئيس الجمهورية الألمانية، بأمر مؤرخ 13 يوليو 1934 ، لإحياء ذكرى خدمة الشعب الألماني خلال الحرب العالمية الأولى. كانت هذه أول ميدالية خدمة رسمية ألمانية لجنود الإمبراطورية الألمانية الذين شاركوا في الحر، وماتوا منذ ذلك الحين، كما تم منحها لأقاربهم الذين بقوا على قيد الحياة. بعد فترة وجيزة من إصدارها، أعلنت حكومة ألمانيا النازية الجائزة كزخرفة الخدمة الرسمية الوحيدة للحرب العالمية الأولى، وتمنع كذلك من الاستمرار في ارتداء جوائز القوات الألمانية الحرة في أي زي عسكري أو شبه عسكري للدولة أو منظمة الحزب النازي.
منح صليب الشرف في ثلاثة أشكال:
- -للمحاربين في الخطوط الأمامية، مع السيوف
- -  للمحاربين غير المقاتلين، دون السيوف
- - من أجل الأرامل والآباء من المشاركين الذين سقطوا في الحرب، دون السيوف.[2]